# Muhammad al-Aszram
Muhammad Nabawi al-Aszram, Mohamed Nabawy El-Ashram (ar. محمد نبوي الأشرم; ur. 24 lipca 1955, zm. 23 marca 2022) – egipski zapaśnik walczący w obu stylach. Olimpijczyk z Los Angeles 1984, gdzie zajął szóste miejsce w stylu klasycznym i odpadł w eliminacjach w stylu wolnym. Startował w kategorii 82 kg.
Brązowy medalista mistrzostw świata juniorów w 1982. Drugi i trzeci na igrzyskach śródziemnomorskich w 1979 i czwarty w 1983. Złoty medalista igrzysk afrykańskich w 1978. Zdobył sześć złotych medali na mistrzostwach Afryki, w 1979, 1982, 1984 i 1985. Drugi w Pucharze Świata w 1982; trzeci w 1981; piąty w 1984 i szósty w 1986 roku.
- Turniej w Los Angeles 1984 – styl klasyczny

Pokonał zawodnika Korei Południowej Kim Sang-Gyua i Kanadyjczyka Louisa Santerre, a przegrał ze Szwedem Sörenem Claesonem, Rumunem Ionem Draicą i Finem Jarmo Övermarkiem.
- Turniej w Los Angeles 1984 – styl wolny

Uległ Włochowi Luciano Ortelliiemu i Nowozelandczykowi Kenowi Reinsfieldowi i odpadł z turnieju.